# Grletinec
Grletinec falu Horvátországban Krapina-Zagorje megyében. Közigazgatásilag Hum na Sutlihoz tartozik.

## Fekvése
Krapinától 16 km-re északnyugatra, községközpontjától 6 km-re délre a hegyek között fekszik.

## Története
A településnek 1857-ben 244, 1910-ben 370 lakosa volt. Trianonig Varasd vármegye Pregradai járásához tartozott. 2001-ben 217 lakosa volt.

## Külső hivatkozások
Hum na Sutli község hivatalos oldala